# Notre-Dame-Auxiliatrice-de-Buckland
Pour les articles homonymes, voir Buckland.
Notre-Dame-Auxiliatrice-de-Buckland, communément appelé Buckland, est une municipalité de paroisse dans la municipalité régionale de comté de Bellechasse au Québec (Canada), située dans la région administrative de Chaudière-Appalaches.

## Histoire
Le 26 novembre 1806, le Canton Buckland fut érigé. L'appellation anglaise de Buckland aurait été empruntée au nom d'un géomètre anglais, William Buckland ou d'une ville d'Angleterre du même nom (Buckland). On peut toujours penser aussi à la traduction « terre de chevreuil ». Les premières concessions y furent faites en 1846. La mission de Buckland existe depuis 1853, et parmi les pionniers venus les premiers s'installer à Buckland avec leurs familles on relève les noms suivants : Édouard Girard, Marc Chabot, Antoine Chabot et Charles Carrier.
C'est à la fin du mois de janvier 1853 que la première messe fut dite au Township de Buckland par le Révérend Pierre Villeneuve, curé de Saint-Charles, dans la maison de Théodore Bédard, son neveu. Le 3 novembre 1856, sur l'heure de midi, les citoyens donnaient les premiers coups de hache et de pioche pour déblayer l'emplacement du presbytère-chapelle. Les registres paroissiaux s'ouvrent en 1857.
Le 1er novembre 1857, le premier baptême : Marie-Arthémise Audet, fille de François-Xavier Audet et de Marcelline Samson, du Township de Notre-Dame Auxiliatrice de Buckland. Le premier décès, le 10 janvier 1858; le fils de Ferriol Patry et de Marie Lachance, lequel fut inhumé le 15 janvier 1858.
Le 10 mai 1858, bénédiction de fosses dans le cimetière.
Le premier mariage, Nazaire Labbé, cultivateur d'Armagh, fils majeur de Gabriel Labbé, cultivateur, et de Marie-Julie Roy aussi d'Armagh, avec Marie-Odélie Langlois de Buckland fille majeure de Charles Langlois de Buckland et de Françoise Boivin, de Saint-François de la Rivière du Sud.
Le premier maire de la paroisse fut M. Édouard Tanguay de 1859 à 1860, et le premier secrétaire trésorier fut M. Damasse Nadeau, de 1859 à 1860. Le 6 août 1866, première séance des Commissaires d'école de la municipalité scolaire de Buckland et Mailloux.
Le premier curé résident fut M. J. Magloire Rioux qui desservit la mission jusqu'en 1875, M. Louis-Théophile Houde le remplaça de 1875 à 1885. L'église actuelle, la première de la paroisse, fut édifiée en 1870. Le 1er septembre 1872, Mgr E.A. Taschereau donne à la paroisse comme patronne Notre-Dame Auxiliatrice. Le 5 octobre 1872, le curé Rioux et les paroissiens obtiennent un jugement de la Cour permettant l'exhumation des corps de l'ancien cimetière pour inhumation dans le nouveau.
Juin 1880 marque la construction du premier presbytère. Mgr Taschereau érige canoniquement la paroisse le 27 juillet 1882. L'érection civile s'est faite le 30 mars 1883, en vertu de l'Acte 46 Victoria Chapitre 40. Le territoire de la paroisse comprend une partie des Cantons Buckland et Mailloux.
Le 1er janvier 1885, la municipalité de la paroisse de Notre-Dame Auxiliatrice de Buckland fut érigée en vertu du Code municipal.
Le premier système d'aqueduc dans le village fut construit en 1888.
Le 22 janvier 1904, le clocher de l'église est détruit par une tempête.
En 1933, la Corporation municipale construit elle-même un service téléphonique pour desservir la paroisse.
Le 1er juillet 1956 a lieu l'ordination sacerdotale de M. Réal Corriveau, aujourd'hui évêque émérite de Choluteca au Honduras. Cette célébration était la première du genre dans l'église paroissiale depuis la fondation de la paroisse.
Le 27 juillet 1956, début de la construction du présent presbytère.
En 1958, le curé J.Noël Blanchet fait rénover la croix de ciment qui avait été construite en 1935 pour commémorer l'endroit où s'est dite la première messe en 1853. L'endroit portera l'appellation de «grotte de Notre-Dame de Lourdes», réalisant le projet de l'abbé Blanchet d'instaurer un monument à la mémoire de Notre-Dame de Lourdes. La grotte fut terminée en juillet 1958 pour le 100e anniversaire de la paroisse, qui aurait dû être fêté en 1957. La même année est construite l'école actuelle.
Le 2e réseau d'aqueduc est établi en 1966. Le bureau de poste est construit pour un coût de 12 000 $/
La paroisse change de nom le 15 mars 1969 et devient la paroisse de Notre-Dame-Auxiliatrice-de-Buckland. En 1972, est construit le chalet des sports puis l'année suivante est acheté le terrain pour la construction du terrain de balle.
L'intérieur de l'église est rénovée en 1976 et en 1978 est établi le réseau d'aqueduc et d'égout. En 1984, sont obtenues les lettres patentes de la Corporation de développement du massif du Sud.
En 1985 est construit le HLM (Immobilière SHQ) et en 1988 ouvre officiellement le centre de ski du massif du Sud. L'année suivante voit la construction du terrain de tennis puis en 1992, celle du bureau municipal, de la bibliothèque et de la caserne incendie et en 1993, celle du Centre communautaire.
L'église se refait une beauté extérieure en arborant une nouvelle toiture en 2001, en tôle agrafée et on en profite pour réparer et repeindre certaines fenêtres
En 2004 est inaugurée la Côte Magnétique sur la route Saint-Louis, le garage municipal et commence la recherche en eau souterraine qui se poursuit l'année suivante.

## Géographie
À une heure de route de Québec, baignée par la rivière Armagh, Notre-Dame Auxiliatrice de Buckland est située dans le plateau appalachien, à la croisée des routes 279 et 216, dans le Sud de la MRC de Bellechasse, entre Saint-Nazaire, à l'Ouest, et Saint-Philémon, à l'Est.
Enchâssé dans les Appalaches, le village de Notre-Dame Auxiliatrice de Buckland offre un panorama remarquable du haut de la côte de Saint-Roch; le village en avant-plan, et en arrière-plan, le massif du Sud. En hiver, le soir venu, on peut voir sur la route 216, en direction Saint-Nazaire, les lumières du mont Saint-Anne ainsi que celles de la ville de Québec.
Les rivières de la Fourche et des Mornes coulent dans la municipalité.

## Démographie
| 1996 | 2001 | 2006 | 2011 | 2016 | 2021 |
| ---- | ---- | ---- | ---- | ---- | ---- |
| 644  | 798  | 815  | 785  | 768  | 767  |

## Administration
Les élections municipales se font en bloc pour le maire et les six conseillers.
| Notre-Dame-Auxiliatrice-de-Buckland Maires depuis 2001                                                               |                    |         |          |
| Élection | Maire              | Qualité | Résultat |
| 2001 | Jean-Eudes Lemieux |         | Voir     |
| 2005 | Robert Lejeune     |         | Voir     |
| 2009 | Juliette Laflamme  |         | Voir     |
| 2013 | Juliette Laflamme  | Voir    |          |
| 2017 | Jean-Yves Turmel   |         | Voir     |
| 2021 | Miguel Fillion     |         | Voir     |
| Élection partielle en italique Depuis 2005, les élections sont simultanées dans toutes les municipalités québécoises |                    |         |          |